# افوئتسی
افوئتسی (به لاتین: Efoetsy) یک منطقهٔ مسکونی در ماداگاسکار است که در آتسیمو-آندرفانا واقع شده‌است.